# Chrostobapta kuehni
Chrostobapta kuehni är en fjärilsart som beskrevs av W. Warren 1902. Chrostobapta kuehni ingår i släktet Chrostobapta och familjen mätare. Inga underarter finns listade i Catalogue of Life.